# Vamos a matar Sartana
Vamos a matar Sartana è un film del 1971 diretto da George Martin e Mario Pinzauti.

## Trama
Il giovane Nebraska Clay evade dalla prigione dopo che era stato incarcerato ingiustamente per cercare un tesoro.